# عبدالمجید حضری
عبدالمجید حضری (انگلیسی: Abdel Majid Hadry؛ زادهٔ ۱۹۵۲) بازیکن فوتبال اهل مراکش بود.
وی به‌همراه تیم ملی فوتبال مراکش در بازی‌های المپیک تابستانی ۱۹۷۲ شرکت کرده‌است.